# 서울 방학동 전형필 가옥
서울 방학동 전형필 가옥은 서울특별시 도봉구 방학동에 있는 문화재 수집가 간송 전형필이 말년까지 지냈던 가옥이다. 간송옛집이라고도 한다.

## 소개
서울특별시 도봉구 방학동에 있는 한옥풍으로 된 가옥으로 간송 전형필이 말년까지 지냈던 가옥이었다. 원래 이 가옥은 경기도 토지 지주로 알려진 간송의 부친인 전명기가 설계하여 지었던 가옥으로 초창기에는 전명기가 황해도와 경기북부의 토지를 관리하기 위해 사용해왔다가 후에 아들인 간송 전형필이 당시 경기도 양주군 노해면에 속했던 이 가옥 부근에 양부인 전명기의 묘소를 모시고 간송 본인도 같은 용도와 양부 묘소의 제실의 용도로 사용하였다.
원래 이 가옥은 경기도 양주군 노해면에 속했던 곳이었는데 당시 서울 종로에서 생활을 하던 간송은 부친의 사망 후 인근 전가농장과 경기북부 황해도에 오는 소출을 관리하기 위해 매년 여러차례 머물렀으며, 가옥 뒷산에 있는 부친의 묘소에 참배를 하거나 기일 등을 지낼 때에도 머물렀던 것으로도 알려졌다. 1950년 한국전쟁 때 폭격으로 인해서 가옥 일부가 파괴되었으나 서울 종로에 있는 간송의 본가와 보화각(간송미술관)을 수리하는데 지연이 되었다가 1962년 간송이 사망하면서 간송의 종로 본가가 매각돼서 본가 자재 일부를 사용하여 보수를 하였고 전명기, 전형필 부자의 제사 때 제실로 사용되었다.
현재 가옥 뒷편에 전명기, 전형필 부자의 묘소가 있다.

## 현황
목조로 된 한옥 형태의 가옥이며 전통적인 한옥 방식을 본따서 만들어졌고 간송의 부친인 전명기가 설계하여 지었던 것으로 전해지며 이후로는 간송이 부친의 묘소를 참배하고 제사를 지낼 때 머물렀던 곳으로도 알려졌고 간송이 사망한 이후에는 간송 부자의 기일에 맞춰서 제사를 지내는 제실로 사용되기도 하였다. 당시 이 곳은 경기도 양주군 노해면 지역의 농촌마을로 알려져서 임야와 전답이 많은 곳으로 알려졌으며 현재는 도시화가 되어서 주변에 아파트와 상가 단지가 들어서있다.
2013년에 간송미술문화재단과 도봉구청이 보수공사를 하였으며 2015년부터는 가옥을 일반에 개방하고 있다. 현재는 간송미술문화재단과 서울 도봉구청에서 관리하고 있다. 등록 문화재 제521호.

## 주변관광지
- 연산군묘
- 김수영문학관
- 정의공주묘

## 같이 보기
- 전형필

## 문서링크
서울특별시 도봉구청 전형필 가옥 소개
문화재청 국가문화유산포털 전형필 가옥